# Всемирный клуб петербуржцев
Всемирный клуб петербуржцев — общественное объединение, заботящиеся о сохранении нравственной и духовной культуры Санкт-Петербурга, а также отстаивающие его особое значение для России и Европы.

## Цели создания
Целями создания клуба являются объединение людей, понимающих уникальное значение Санкт-Петербурга для России, Европы и мира, возрождение Санкт-Петербурга как духовного, интеллектуального, научного и культурного центра, сотрудничество с государственными, муниципальными, общественными учреждениями, с организациями и фирмами по вопросам возрождения города, установление и поддержка связей с уроженцами Санкт-Петербурга и их потомками.

## История
Всемирный клуб петербуржцев возник в Рождественскую ночь 7 января 1991 года. Облик Всемирного клуба петербуржцев, его стиль и деятельность во многом складывались под влиянием личности Никиты Алексеевича Толстого (1917—1994) — профессора Санкт-Петербургского университета, первого президента клуба. Его высокий уровень культуры, его умение общаться с людьми, доброта и порядочность стали тем фундаментом, на котором строились клубные традиции. Преемником первого президента стал директор Государственного Эрмитажа, потомственный петербуржец, учёный Михаил Борисович Пиотровский. Клуб развивался в непростое для российской культуры время. Это стало возможным, прежде всего, благодаря активности многих его членов, двум президентам и бессменному председателю правления Валентине Трофимовне Орловой.
В 2016 году, в связи с 25-летием со дня образования, клуб награждён Почётным дипломом Законодательного собрания Санкт-Петербурга за значительный вклад в развитие сотрудничества в культурной, образовательной и гуманитарной областях в Санкт-Петербурге, укрепление деловых и творческих контактов с соотечественниками за рубежом.

## Направления деятельности
Клуб организует встречи, на которых обсуждаются важные для города и страны события, проходят философские дискуссии, вернисажи, творческие вечера членов клуба, презентации книг. Всемирный клуб петербуржцев является соучредителем Международной премии за развитие и укрепление гуманитарных связей в странах Балтийского региона «Балтийская звезда» и Международной премии имени Николая Рериха. Также клуб организует торжественные ассамблеи с участием научной и художественной элиты, представителей дипломатического корпуса, членов Правительства Санкт-Петербурга, меценатов. Активно работает круглый стол по эстетике городской среды, итоги работы которого публикуются в «Белой книге» (достижения в развитии и сохранении петербургских традиций), «Красной книге» (предостережения, возможная утрата) и «Чёрной книге» (архитектурные неудачи). Клуб поддерживает связь с петербуржцами, живущими за пределами родного города: регулярно проходят выездные заседания в странах ближнего и дальнего зарубежья, проводятся радиомосты с русским радио «Надежда» (Нью-Йорк, США). Приоритетные программы клуба «Связать разорванную нить» и «Петербург глазами молодых» направлены на воспитание подрастающего поколения. Ежегодно проводится Международный конкурс юных талантов на награду «Звезда Прометея», учреждённую в 1996 году выдающимися деятелями культуры Санкт-Петербурга. С 1996 года клуб осуществляет издание книг в серии «Библиотека Всемирного клуба петербуржцев» и альманахов «Тебе, Петербург» и «Автограф времени». При поддержке клуба издается литературный альманах мировой русскоязычной диаспоры «Под небом единым».